# Marcel Leturgeon
Marcel Leturgeon, né le 1er janvier 1924 à Courville-sur-Eure (Eure-et-Loir) et mort le 29 juin 2001 à Saint-Martin-Boulogne, est un footballeur français. 

## Biographie
À l'US Valenciennes-Anzin depuis trois saisons, Leturgeon et son équipe parviennent en finale de la Coupe de France 1950-1951. Valenciennes perd contre Strasbourg (3-0) à Colombes. L’année suivante, Leturgeon joue très peu et les Valenciennois échouent en match de barrage pour la montée.

## Statistiques
| Saison                | Club                  | Championnat           | Championnat | Championnat | Coupe(s) nationale(s) | Coupe(s) nationale(s) | Total | Total |
| Saison                | Club                  | Division              | M.          | B.          | M.                    | B.                    | M.    | B.    |
| 1945-1946             | RC Paris              | D1                    | -           | -           | -                     | -                     | 0     | 0     |
| 1946-1947             | RC Paris              | D1                    | -           | -           | -                     | -                     | 0     | 0     |
| 1947                  | US Le Mans            | D2                    | -           | -           | -                     | -                     | 0     | 0     |
| 1947-1948             | Amiens SC             | D2                    | -           | -           | -                     | -                     | 0     | 0     |
| 1948-1949             | Valenciennes-Anzin    | D2                    | 24          | 2           | -                     | -                     | 24    | 2     |
| 1949-1950             | Valenciennes-Anzin    | D2                    | 13          | 6           | -                     | -                     | 13    | 6     |
| 1950-1951             | Valenciennes-Anzin    | D2                    | 21          | 1           | 3                     | 1                     | 24    | 2     |
| 1951-1952             | Valenciennes-Anzin    | D2                    | 1           | 0           | -                     | -                     | 1     | 0     |
| Sous-total            | Sous-total            | Sous-total            | 59          | 9           | 3                     | 1                     | 62    | 10    |
| 1952-1953             | US Boulogne           | D2                    | -           | -           | 1                     | 1                     | 1     | 1     |
| Total sur la carrière | Total sur la carrière | Total sur la carrière | 59          | 9           | 4                     | 2                     | 63    | 11    |

## Palmarès
- Finaliste de la Coupe de France 1951 avec l'US Valenciennes-Anzin